# Marcin Zając
Marcin Zając (Łódź, 19 mei 1975) is een Pools profvoetballer.

## Interlandcarrière
Zając maakte zijn debuut voor het Pools voetbalelftal op woensdag 24 september 1997 in de vriendschappelijke wedstrijd tegen Litouwen. Polen won dat duel met 2-0 door treffers van Cezary Kucharski en Wojciech Kowalczyk. Zając viel in die wedstrijd in de rust in voor Sławomir Majak.

## Erelijst
Widzew Łódź
- Pools landskampioen

1997
 Groclin Grodzisk
- Pools bekerwinnaar

2005